# Rue de l'Église (Colmar)
Pour les articles homonymes, voir Rue de l'Église.
La rue de l'Église, est une voie de circulation de la commune française de Colmar.

## Situation et accès
Cette voie de circulation, d'une longueur de 80 m, se trouve dans le quartier centre.
On y accède par la Grand-Rue, la rue des Prêtres et la place de la Cathédrale.
Cette voie n'est pas desservie par les bus de la TRACE.

## Origine du nom
La rue doit son nom à la toute proche église paroissiale Saint-Martin.